# Gare du Havre
Ne doit pas être confondu avec Gare du Havre-Graville, Gare du Havre-Maritime ou Gare d'Havré.
La gare du Havre est une gare ferroviaire française, terminus de la ligne de Paris-Saint-Lazare au Havre, située au croisement du boulevard de Strasbourg et du cours de la République, à proximité du centre-ville du Havre, grand port maritime et sous-préfecture du département de la Seine-Maritime, en région Normandie.
Elle est mise en service en 1847, par la Compagnie du chemin de fer de Rouen au Havre, avant de devenir, en 1855, une gare de la Compagnie des chemins de fer de l'Ouest, puis, en 1909, de l'Administration des chemins de fer de l'État. Gare importante, elle a disposé de trois bâtiments voyageurs successifs. Le premier, dû à William Tite, est ouvert en 1847 ; il est détruit pour laisser la place, en 1882, à celui de Juste Lisch. La gare actuelle est constituée du bâtiment voyageurs d'Henri Pacon, ouvert en 1932 et de la grande halle verrière de 1882.
Cette gare de la Société nationale des chemins de fer français (SNCF) est desservie par des TGV inOui et par des trains régionaux du réseau TER Normandie.

## Situation ferroviaire

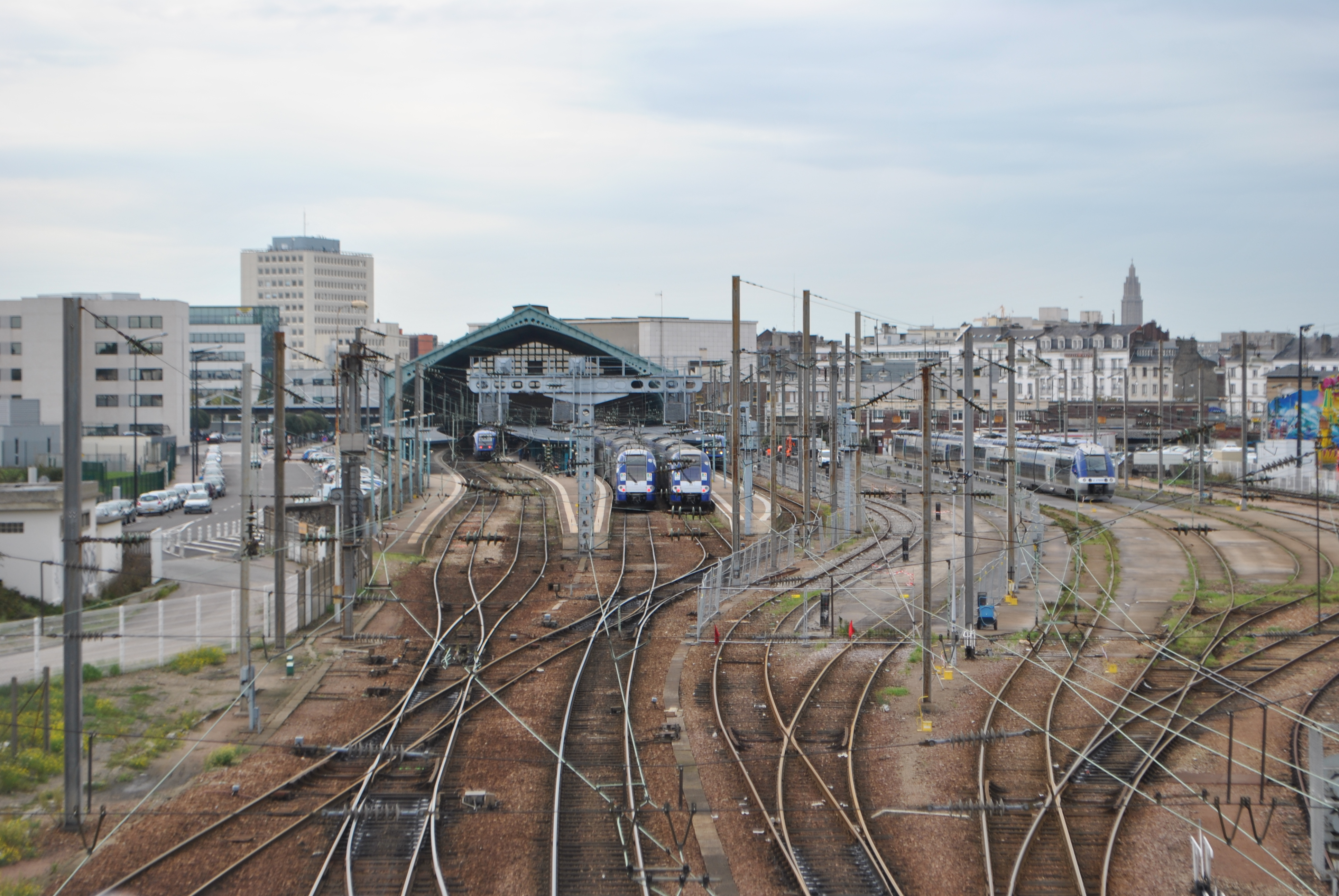
Gare du Havre, terminus de la ligne.

Établie à 4 mètres d'altitude, la gare en impasse du Havre est l'aboutissement, au point kilométrique 227,918 de la ligne de Paris-Saint-Lazare au Havre, après la gare du Havre-Graville (cette dernière étant fermée).
Située à l'extrémité de la ligne, la gare voyageurs est précédée par le faisceau de voies de service du Havre-Plaine. Le complexe ferroviaire du Havre comprend également les gares marchandises du Havre-Soquence et du Havre-Maritime, ainsi qu'un réseau de voies qui desservent différents lieux du port.

## Histoire

### Origine
Le projet d'un chemin de fer de Paris à la mer prend corps avec le mémoire « De l'établissement d'un chemin de fer entre Paris et Le Havre », publié en 1825 par Claude-Louis Navier, ingénieur des ponts et chaussées. De nombreux projets sont étudiés et mis en concurrence, avant la concession de la ligne de Paris à Rouen attribuée à Charles Laffitte et Edward Blount en mai 1840. La compagnie pour le prolongement jusqu'au Havre est créée dès le début des travaux. L'équipe technique, composée en majorité de citoyens anglais, est conduite avec Joseph Locke comme ingénieur en chef. La ville du Havre apporte une subvention d'un million de francs et la commune de Graville fournit gratuitement la surface nécessaire pour établir la gare terminus. Bien que le tracé comporte de nombreux ouvrages, elle est presque terminée en 1846. La livraison est néanmoins retardée par l'effondrement du viaduc de Barentin (reconstruit en six mois) et par les vérifications et modifications imposées sur les autres ouvrages du même type.

### 1847: gare de William Tite
La gare du Havre est mise en service le 22 mars 1847 par la Compagnie du chemin de fer de Rouen au Havre, lorsqu'elle ouvre à l'exploitation sa ligne en prolongement de la ligne de Paris à Rouen. L'inauguration a eu lieu le 4 mars, en présence des maires du Havre, d'Ingouville et de Graville.

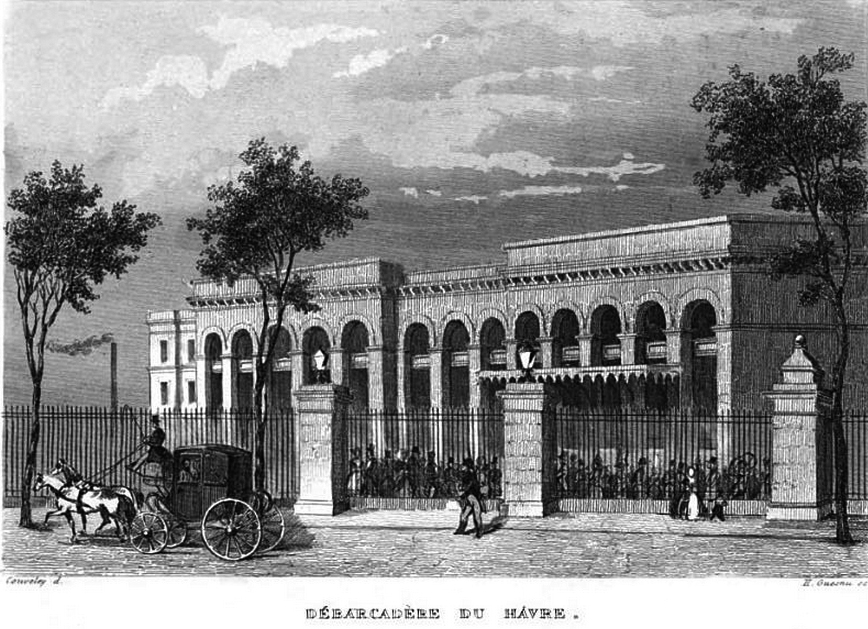
Le débarcadère voyageurs en 1847.

L'emplacement choisi, sur la commune de Graville, pour l'implantation de la gare tient compte du projet d'agrandissement de la ville vers l'est. Déjà un quartier industriel et deux bassins pour les navires à vapeur ont été créés à l'initiative du négociant Lefèvre. Pour la compagnie, ce choix géographique est justifié pour une gare qui doit permettre un maximum d'échanges de marchandises avec les navires de mer dans le but d'apporter une forte concurrence aux transports effectués par les bateaux utilisant la Seine entre le Havre et Paris. Elle y édifie deux importants débarcadères : l'un pour les marchandises et l'autre pour les voyageurs.

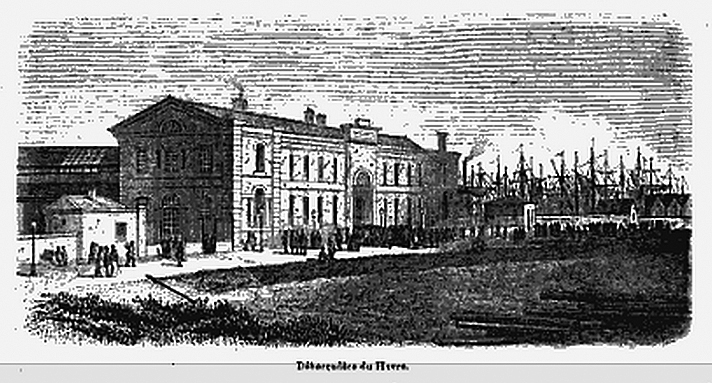
Le débarcadère marchandises en 1847.

L'architecte William Tite réalise ces deux bâtiments. Le débarcadère des marchandises de « style néoclassique », qui abrite des bureaux, comprend un porche en forme « d'arc de triomphe » et celui des voyageurs dispose d'une façade composée d'arcades et d'un toit plat. Le rez-de-chaussée est consacré au service des voyageurs avec notamment les salles d'attente et l'étage abrite les logements des employés qui, selon la description de Zola dans son roman La Bête humaine, donnent sur un couloir « comme un hôtel ».
En 1852, la gare est reliée à l'hôtel de ville par le boulevard de Strasbourg réalisé sur le tracé des anciens remparts de la ville.
En 1855, la gare intègre, comme la ligne, le réseau de la Compagnie des chemins de fer de l'Ouest, laquelle est issue d'une fusion comprenant notamment les compagnies d'origine de la ligne.
En 1866, le conseil général émet un vœu pour la reconstruction et le remaniement complet du débarcadère voyageurs qui n'est plus adapté au trafic de la gare ; il le renouvelle en 1867.
Le 1er février 1874, la gare est desservie par la première ligne de tramway hippomobile de la ville.

### 1883: gare de Juste Lisch
Le doublement de la population du Havre, depuis la construction de la première gare, rend urgent son remplacement. Le projet de reconstruction devient d'actualité en 1881 lorsqu'il est confié à Juste Lisch, l'architecte de la Compagnie de l'Ouest qui doit également reconstruire la gare Saint-Lazare. L'emplacement reste le même car la ville a évolué vers l'est et la gare qui se trouve maintenant au carrefour du boulevard de Strasbourg et du cours de la République est reliée aux différents bassins du port par des voies ferrées.

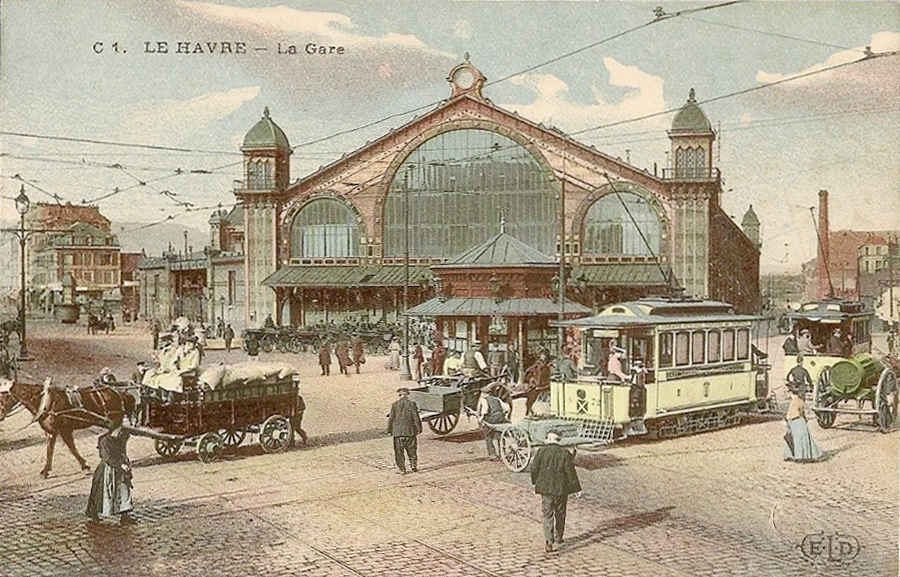
La gare d'arrivée de Juste Lisch, vers 1900, avec la station du tramway.

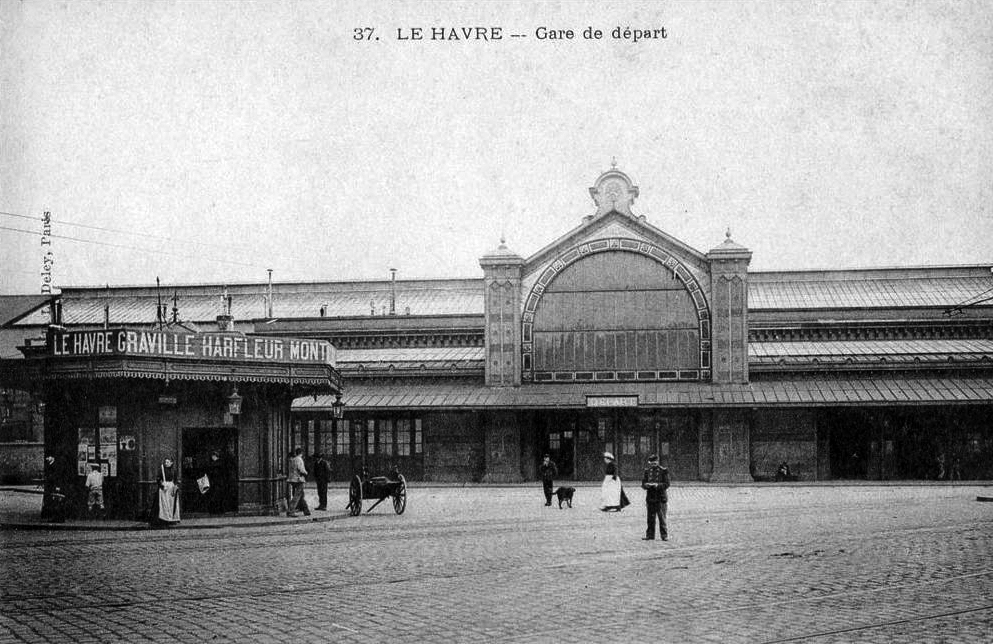
La gare de départ de Juste Lisch, vers 1900.

Si l'emplacement est le même, le bâtiment est complètement renouvelé. À la place de l'ancien hall des voyageurs, il crée une gare des départs en parallèle au cours de la République. L'ancien hall qui couvrait les voies et les quais est remplacé par un très grand bâtiment rectangulaire en briques, couvert par une charpente métallique, réalisée en « arc brisé surbaissé, portée par des poutrelles raidies de treillis, assemblées par rivets » ; l'éclairage provient de vitres établies sur deux lignes en parallèle du faîtage (Elle est du type de celle de la salle des machines de l'exposition universelle de 1878 à Paris). Ce hall est prolongé et fermé, dans l'axe du boulevard de Strasbourg, par la gare d'arrivée qui comporte trois travées vitrées surmontées d'une horloge et encadrées par deux tours avec une toiture « à l'impérial », les parties non vitrées étant recouvertes de « pavés de couleurs vives » ; la gare du départ est sur le même modèle mais ne comporte qu'une seule travée.
Les travaux se terminent avec l'ouverture de la gare d'arrivée en 1883. Du fait de son aspect les habitants l'appelleront « gare chinoise ».
En 1890, une représentation de la ville du Havre « vue en ballon » permet de repérer les installations ferroviaires qui comprennent, outre la nouvelle gare, l'ancien bâtiment de la gare marchandises et la voie qui dessert le port et la gare maritime du quai Auguste-Brostrom en passant par le terre-plein de la Barre. Le 25 septembre 1893, a lieu l'inauguration de l'électrification de la ligne du tramway avec de nouvelles voitures. Puis deux nouvelles lignes desservent la gare : celle de Bléville par Sanvic, ouverte en juin 1897, et celle de La Jetée par la place Gambetta, ouverte en janvier 1901.
Le 17 juin 1907, survient en gare un accident spectaculaire : une locomotive tractant dix voitures enfonce le heurtoir à l'extrémité de la voie sur laquelle elle circulait, puis termine sa course en percutant et endommageant des parois du bureau de l'octroi, proche de la sortie des voyageurs. Il y a d'importants dégâts matériels et des employés de la compagnie de chemins de fer et des voyageurs sont blessés, heureusement sans gravité .
Le 1er janvier 1909, la gare entre dans le réseau de l'Administration des chemins de fer de l'État qui rachète la Compagnie de l'Ouest en faillite.

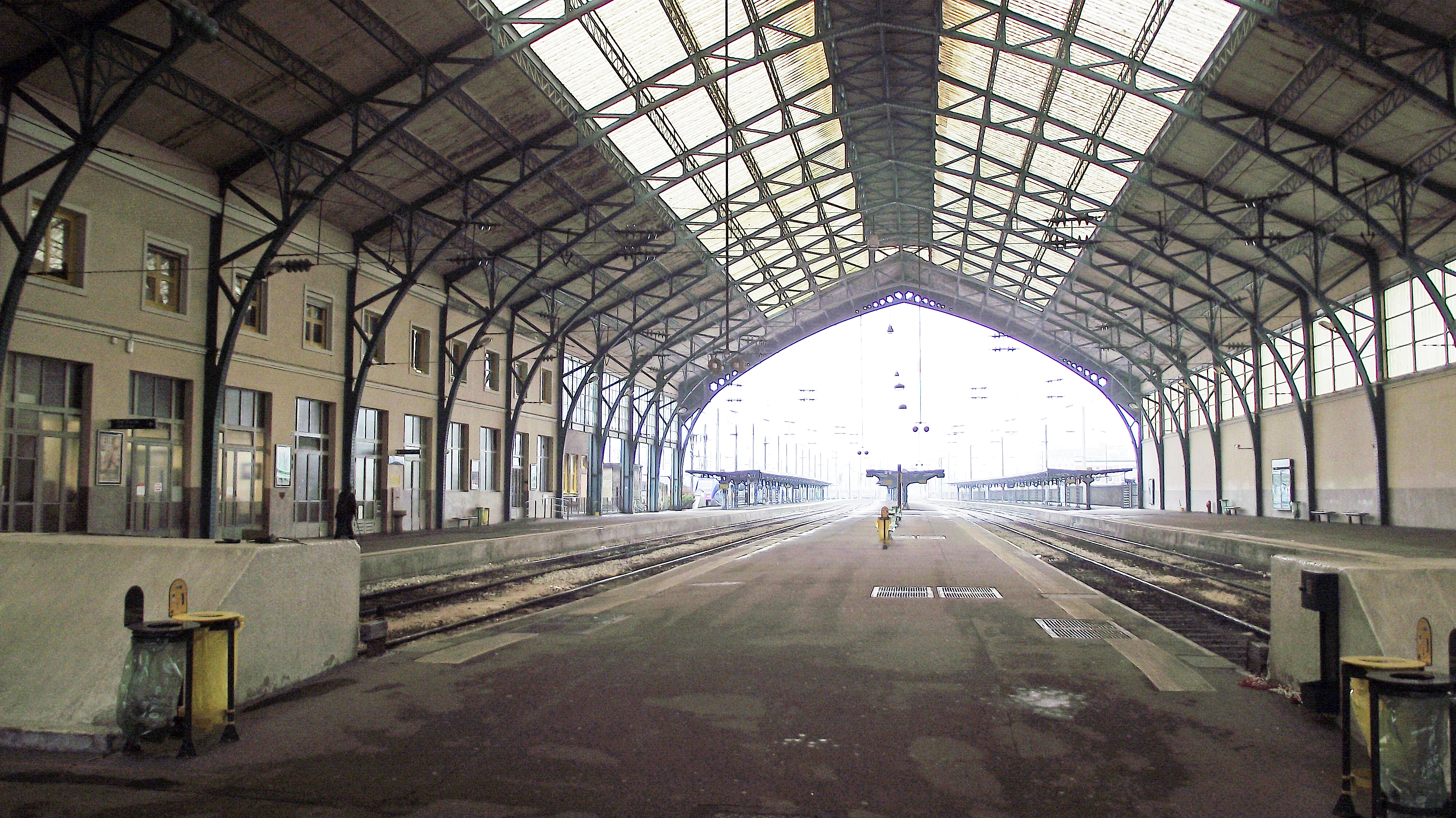
La grande halle des trains de Juste Lisch, en 2013.

En 1923, une nouvelle sortie pour les voyageurs est ouverte rue Charles-Laffite et quatre ponts à bascule de vingt tonnes sont remplacés par des appareils de 40/60 tonnes.

### 1932: gare d'Henri Pacon
Dès 1919, Léon Meyer, nouveau maire du Havre, met en œuvre des projets pour l'amélioration de sa ville et notamment pour le remplacement de la gare qu'il « qualifie de hideuse ». Les architectes Charles Lemaresquier et Charles Genuys proposent de nombreux projets en 1921 et 1923, mais finalement celui de style Art déco, présenté par Henri Pacon en 1928, est choisi.

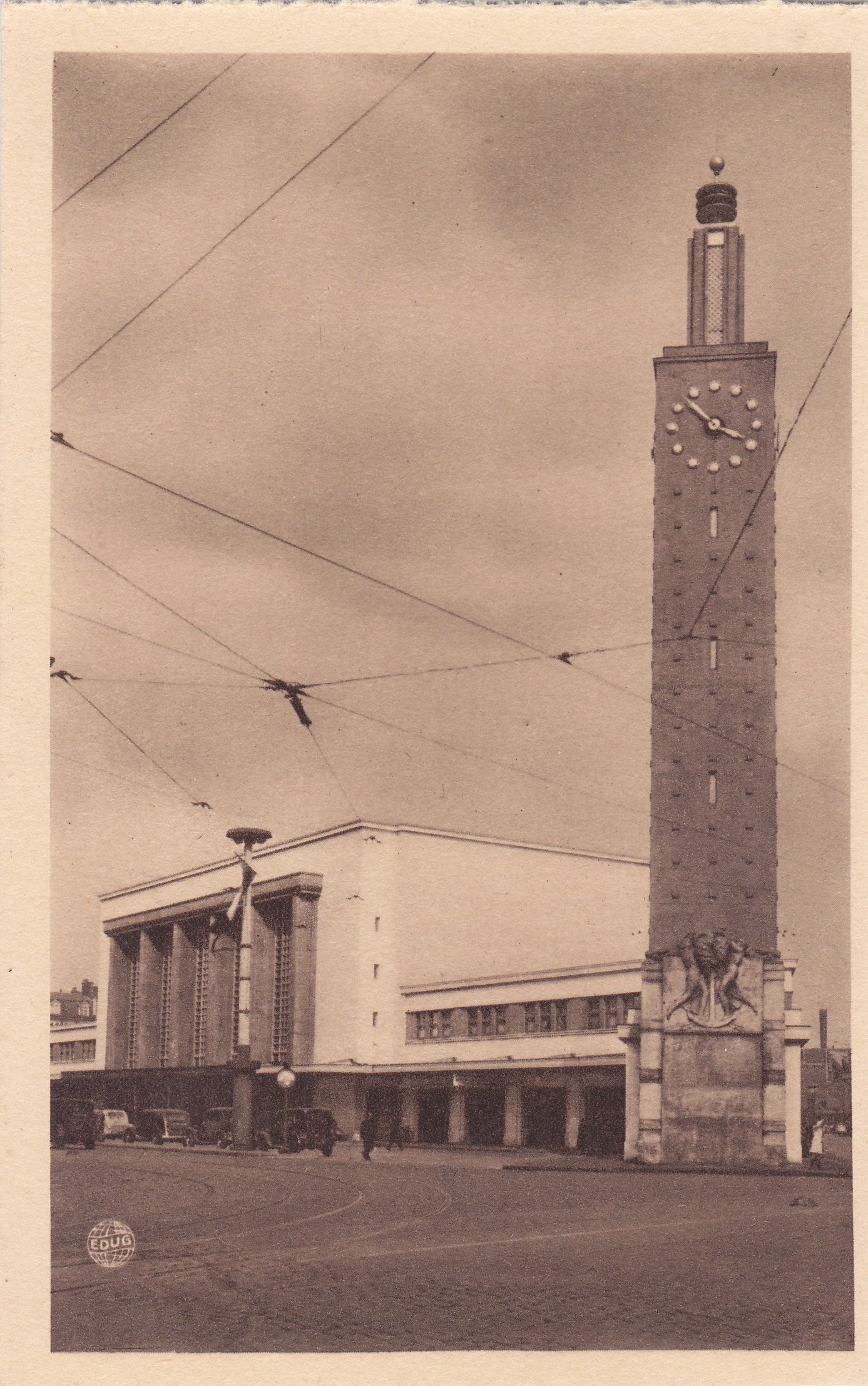
La gare d'Henri Pacon.

Les travaux pour la démolition de l'ancienne gare et la création de la nouvelle débutent le 28 avril 1931. Le 5 mai suivant a lieu une cérémonie pour la pose de la première pierre en présence notamment de Léon Meyer, maire de la ville et de Raoul Dautry directeur de l'Administration des chemins de fer de l'État venu de Paris avec ses invités dans un train transatlantique composé de nouvelles voitures pullman. Puis, les autorités se déplacent à la gare maritime pour procéder à une deuxième cérémonie du même type, avant de participer à un déjeuner sur le paquebot Île-de-France, offert par la Compagnie générale transatlantique. La construction est réalisée par l'entreprise « Coignet » du Havre.
Après dix-sept mois de travaux, avec un minimum de gêne pour le service, la nouvelle gare est ouverte le 1er octobre 1932. Son inauguration a lieu le 5 mai suivant en présence de nombreuses personnalités. Outre le député maire Léon Meyer, devenu également ministre de la Marine marchande, et Raoul Dautry, on remarque entre autres la présence du député René Coty (futur Président de la république), du sénateur Louis Brindeau (futur maire du Havre). Après la visite de la gare et du nouveau dépôt de locomotives de la rue Demidoff, les autorités se retrouvent à l'hôtel Frascati pour un déjeuner offert par la municipalité. La grande halle mesure 102 mètres de long pour 36 mètres de large.

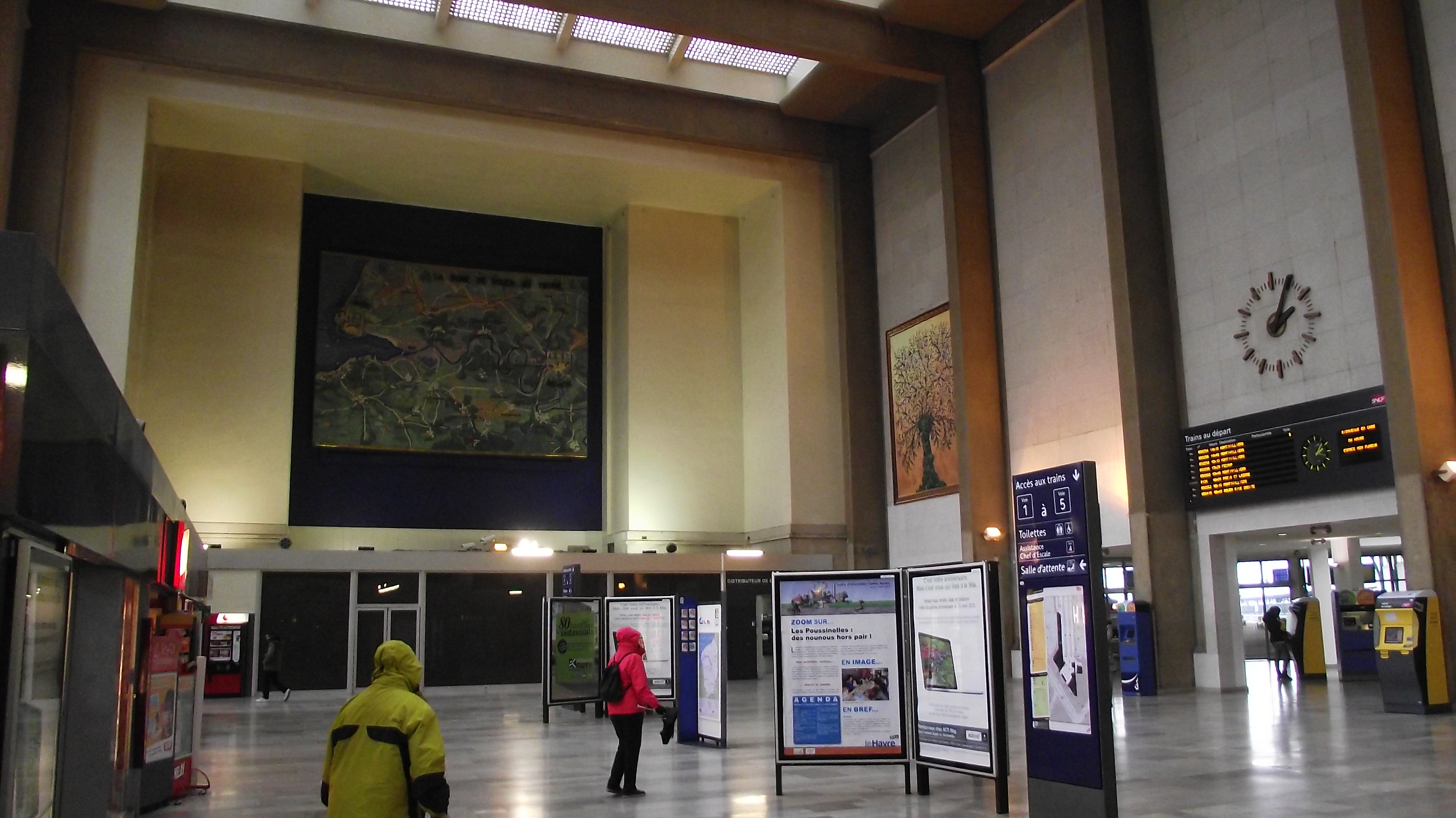
Le grand hall des voyageurs en 2013.

Le nouveau bâtiment voyageurs dispose d'un imposant hall voyageurs avec une façade monumentale en parallèle au cours de la République, face à la rue Jules-Lecesne (anciennement rue du Débarcadère). pour atteindre l'axe du cours de Strasbourg. Il est prolongé par une aile triangulaire, qui abrite un buffet, puis une galerie qui relie le « beffroi », tour à base carrée de trente mètres de hauteur avec une horloge à quatre cadrans et surmontée d'un élément métallique éclairé le soir. Toutes les structures sont en béton recouvertes de différents matériaux, de la brique pour le beffroi, des plaques de comblanchien pour les autres surfaces planes et du granit gris pour les entourages des cinq grandes baies de la façade principale. Le grand hall des voyageurs est éclairé par les baies de la façade et par son plafond, de vingt-six mètres sur vingt-quatre, constitué de poutres sur lesquelles reposent des plaques de verre, situé à vingt mètres du sol. La tour est décorée d'un bas-relief en bronze, dû à Pierre-Marie Poisson, et l'intérieur du hall par une mosaïque, d'après un carton de Jacques Simon, « La ville et le port du Havre » ; une deuxième, représentant le département, lui fait face. Dans un même lieu, les voyageurs ont à leur disposition : les guichets, le dépôt des bagages, un bureau des renseignements, une entrée du buffet et les panneaux des départs et des arrivées. La grande halle des trains de la gare de Juste Lisch est « restée pratiquement dans son état d'origine ».
L'inauguration de la gare voyageurs marque également la fin des travaux de modernisation et d'extension du complexe ferroviaire de la ville portuaire, engagés depuis quelques années par l'État. Cela concerne notamment le développement de la gare de triage de Soquence, la création d'un dépôt des machines adapté aux locomotives Pacific et Mountain et l'agrandissement et l'amélioration des installations du service de la petite vitesse (marchandises). L'administration des chemins de fer a travaillé en lien avec la municipalité pour être en adéquation avec son projet d'urbanisme, notamment sur trois points principaux. En premier lieu, le dépôt a été déplacé en direction de Paris et une partie du service de la petite vitesse a été installée dans l'ancien dépôt, ce qui a permis de libérer un espace rectangulaire de 16 000 m2 nécessaire pour établir un parc des expositions. En second lieu, le passage à niveau de la rue Jean-Jacques-Rousseau, situé à proximité de la sortie de la gare, a été supprimé et remplacé par un pont en béton armé long de 420 m et large de 12 m qui franchit l'ensemble des voies ferrées et permet ainsi une circulation, sans entraves, des véhicules routiers. En troisième lieu, enfin, le déplacement du bâtiment voyageurs a permis d'agrandir l'espace jugé nécessaire pour les déplacements devant sa façade principale.

### Gare SNCF (depuis 1938)
Lors de la Seconde Guerre mondiale, en 1942, la gare subit deux bombardements à un mois d'intervalle. Six bombes touchent les quais, trois la grande halle, deux le hall des voyageurs et cinq la façade, la galerie et la tour horloge. En 1949, la gare est remise en état.

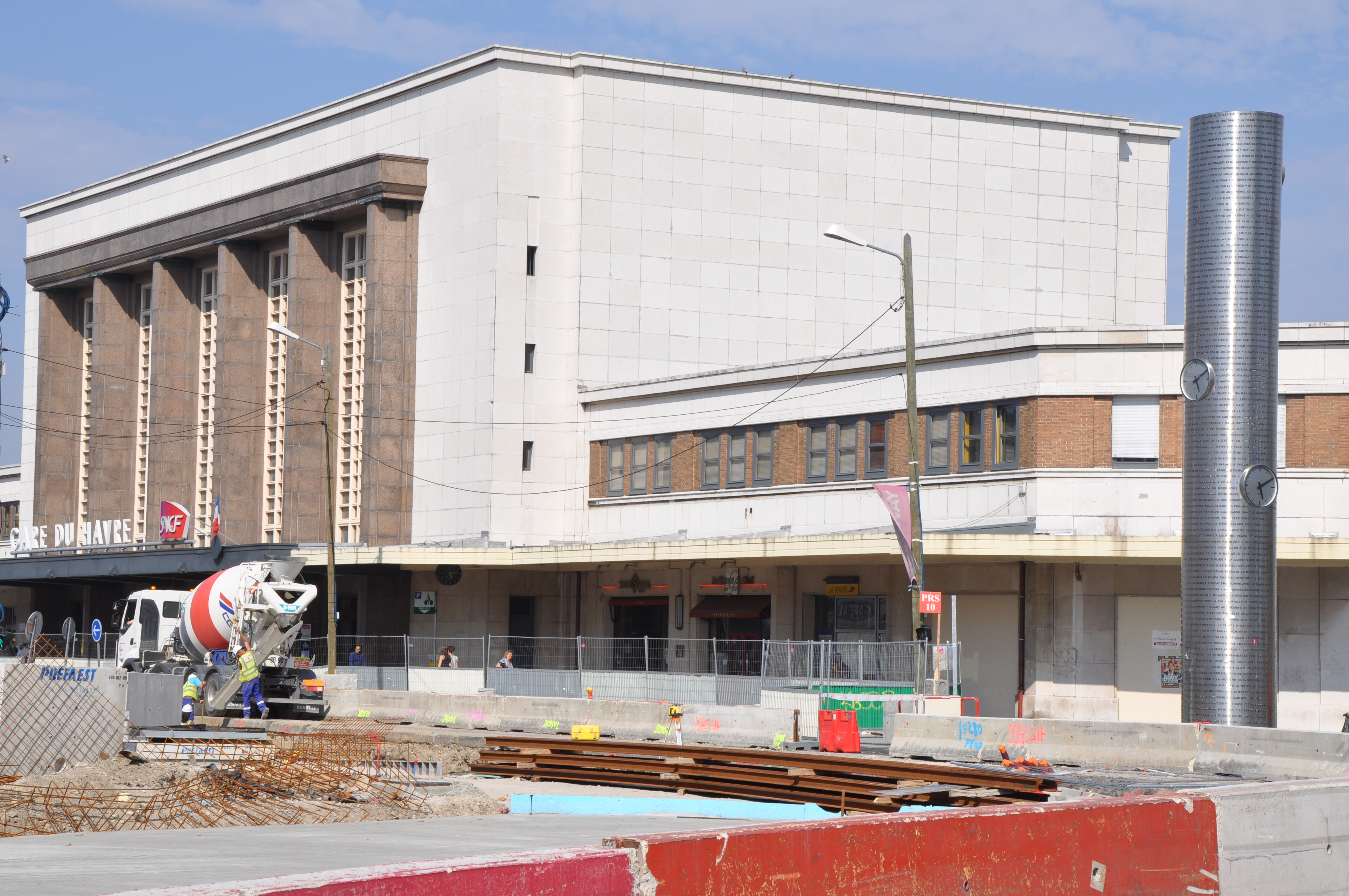
Gare et travaux du tramway (2011).
À droite, la nouvelle petite tour horloge.

Pour agrandir le carrefour, le beffroi et la galerie sont détruits en 1963. L'œuvre en bronze de Pierre-Marie Poisson est sauvegardée et déplacée dans le hall des trains. En 2000, une tour horloge en métal est édifiée près du buffet en remplacement du beffroi.
La partie voyageurs (espace de vente, quais, etc.) est rénovée entre le 13 juillet et le 31 août 2007.
En 2009, une relation TGV est créée entre Le Havre et Strasbourg. Elle est supprimée à la fin de l'année 2010.
En 2012, la gare a été fréquentée par 1,907 million de voyageurs, contre 1,7 million en 2008.
Après deux années de travaux, le nouveau tramway du Havre est mis en service le 5 novembre 2012 et inauguré le 12 décembre. Il comprend un arrêt dénommé « Gares », situé cours de la République, et un espace de vente « La Station », sur le parvis de la gare au no 1 du cours La Fayette.
Durant l'année 2013, des travaux (440 000 euros) permettent la remise en état de la toiture terrasse du bâtiment voyageurs, l'amélioration de la signalétique et l'ajout de huit écrans d'information.
En 2014, cette gare voyageurs d'intérêt national (catégorie A : la fréquentation des services nationaux et internationaux de voyageurs est supérieure ou égale à 25 000 voyageurs par an de 2010 à 2011) dispose de cinq quais (le quai 1, d'une longueur utile de 324 m, pour la voie 1 ; le quai central 2-3, d'une longueur utile de 316 m, pour les voies 2 et 3 ; le quai central 4-5, d'une longueur utile de 298⁄203 m, pour les voies 4 et 5), quatre abris et une grande halle verrière (GHV). En août, de cette même année, l'ancien buffet réaménagé ouvre avec une « boutique du quotidien », nouveau concept développé par la SNCF et concédé par appel d'offres. Au Havre, une « Monop'station », ouverte tous les jours, comprend plusieurs espaces : presse, restauration et vente à emporter.

## Fréquentation
De 2015 à 2024, selon les estimations de la SNCF, la fréquentation annuelle de la gare s'élève aux nombres indiqués dans le tableau ci-dessous.
Elle est la troisième gare régionale en termes de trafic passager après Rouen-Rive-Droite et Caen.
| Année                      | 2015      | 2016      | 2017      | 2018      | 2019      | 2020      | 2021      | 2022      | 2023      | 2024      |
| -------------------------- | --------- | --------- | --------- | --------- | --------- | --------- | --------- | --------- | --------- | --------- |
| Voyageurs                  | 1 749 706 | 1 621 008 | 1 742 027 | 1 651 915 | 1 846 292 | 1 170 571 | 1 373 175 | 1 875 316 | 2 116 610 | 2 070 670 |
| Voyageurs et non voyageurs | 2 187 132 | 2 026 260 | 2 177 533 | 2 064 894 | 2 307 865 | 1 463 213 | 1 716 469 | 2 344 145 | 2 645 763 | 2 588 338 |

## Service des voyageurs

### Accueil

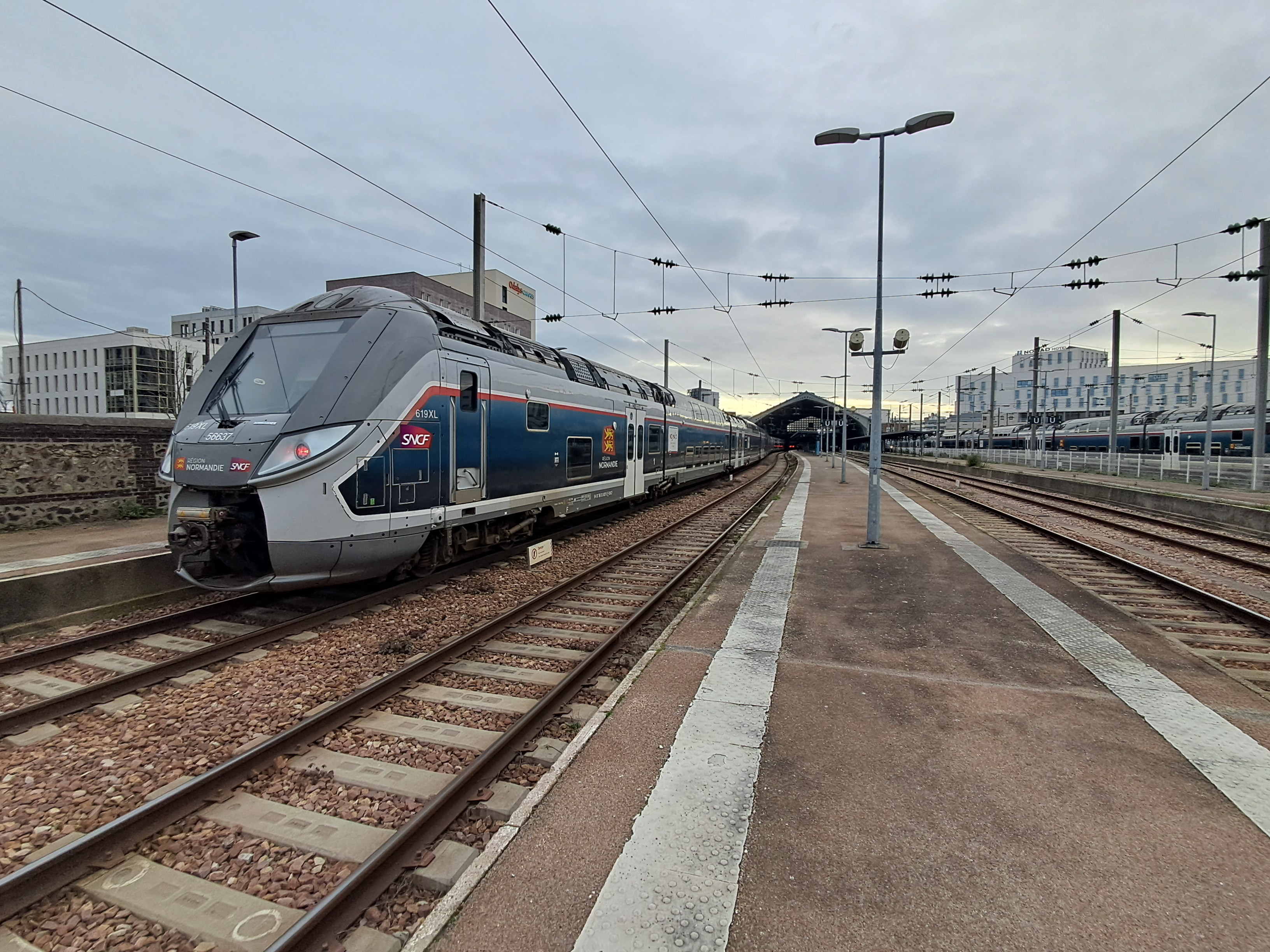
Les quais, avec une rame.

Gare de la SNCF, elle dispose d'un bâtiment voyageurs, avec guichets, ouvert tous les jours. Elle est équipée d'automates pour l'achat de titres de transport TER. Comme gare « Accès plus », elle comprend des aménagements, équipements et services pour les personnes à mobilité réduite. Dans l'ancien buffet, une « Monop’station » est disponible pour la restauration, la presse et les achats du quotidien.
Une grande halle, avec verrière, recouvre les quais qui sont tous accessibles de plain-pied depuis le hall des voyageurs.

### Desserte
Le Havre est une gare voyageurs nationale de la SNCF, desservie par un aller-retour quotidien en TGV inOui, assurant la liaison Le Havre – Rouen – Lyon – Marseille.
Elle est également une gare régionale, desservie par le réseau TER Normandie, avec les trains express régionaux assurant les relations Le Havre – Rouen – Paris, Le Havre – Yvetot – Rouen et Le Havre – Bréauté – Fécamp.

### Intermodalité

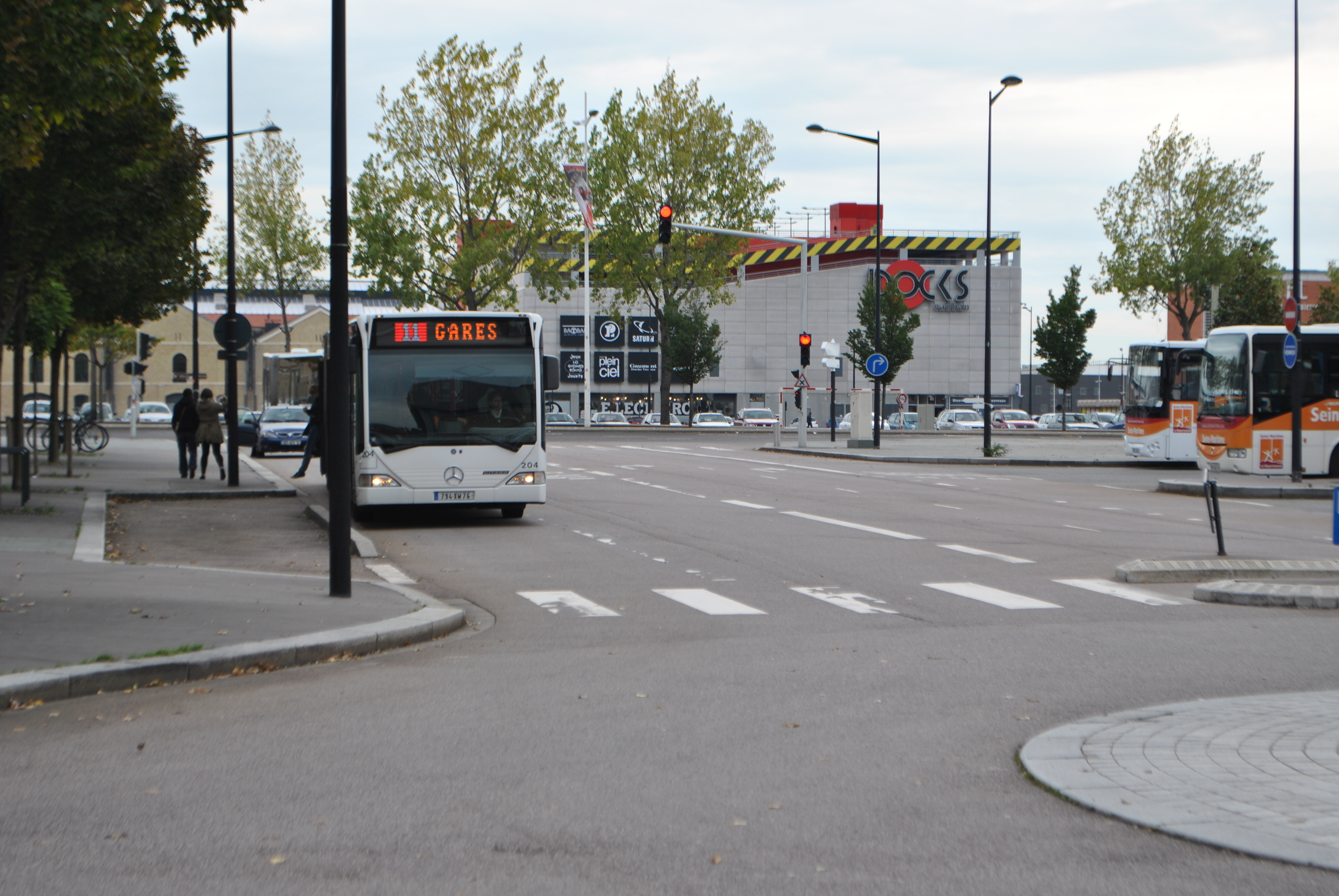
Gare routière.

Un parc à vélos et deux parkings, ainsi qu'une station de taxis, sont aménagés aux abords de la gare, qui fait partie d'un pôle d'échanges.
La station Gares (située sur le cours de la République, devant la gare) est desservie par les lignes A et B du tramway du Havre. De surcroît, un arrêt du même nom (quant à lui implanté sur le cours La Fayette) est desservi par les lignes d'autobus C3, C5 et LiA de Nuit.
La gare routière (située rue Charles-Laffitte), qui est accessible directement depuis les quais de la gare ferroviaire, est desservie par :
- le réseau urbain LiA, avec les lignes de bus C4, 9, 11, 11 Express, 12, 15, 16, 18, 19 et 21, ainsi que les Navettes Stade Océane ;
- le réseau interurbain Nomad, avec les lignes 111, 122, 123, 227, 506, 508 et 509 ;
- les autocars des compagnies FlixBus et BlaBlaCar Bus.

Les lignes 11 et 11 Express, ainsi que la 21, assurent la substitution de la liaison ferroviaire Le Havre – Montivilliers – Rolleville (supprimée en septembre 2024) ; cette dernière sera ultérieurement remplacée jusqu'à Montivilliers par la ligne C du tramway (dont la mise en service est prévue en 2027).

## Service des marchandises
La gare du Havre est ouverte au service du fret (tous trafics y compris manutention de grands conteneurs, wagons isolés, desserte d'installations terminales embranchées et desserte du port du Havre). Elle dispose de différents sites, dont les terminaux de transport combiné du réseau ferré national du « Havre-Plaine », exploité par Novatrans, et du « Havre-Soquence », exploité par Naviland Cargo.

## Patrimoine ferroviaire

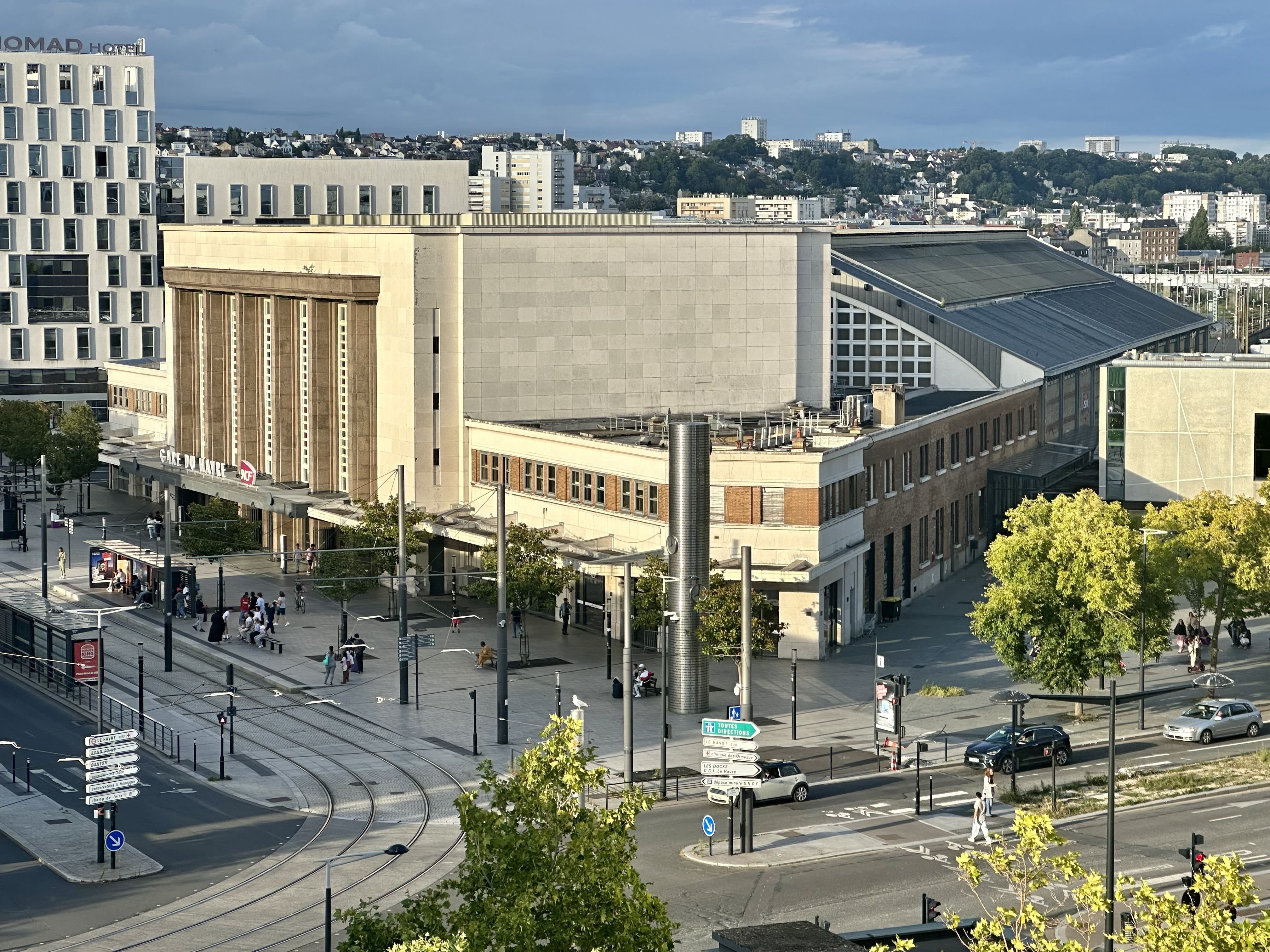
Gare du Havre.

Le bâtiment voyageurs de 1932 est dû à Henri Pacon tandis que la grande halle (verrière) construite en 1881, presque dans son état d'origine, est due à Juste Lisch. La gare est labellisée « Patrimoine du XXe siècle » par le ministère de la Culture en 2001. En 2016, elle reçoit le label « Architecture contemporaine remarquable ».
À partir de 2027, la grande halle des voyageurs fera l'objet d'une restauration qui devrait coûter 15 millions d'euros.

## Dans la culture

### Littérature
La gare du Havre est décrite dans le roman La Bête humaine d'Émile Zola, où se situe principalement l'action, avec Paris et la ligne ferroviaire la reliant à la gare de Paris-Saint-Lazare.

### Radio
Un court documentaire, intitulé La gare du bout du monde, a été diffusé par Radio France.

### Télévision
La gare a été utilisée par le tournage d'une courte scène de l'épisode Justices de la série policière Deux flics sur les docks, diffusé pour la première fois le 11 novembre 2016. On y voit la façade et le hall du bâtiment voyageurs, ainsi qu'un aperçu des quais, lors d'une brève venue du capitaine Richard Faraday (Jean-Marc Barr).